# Hernán Barcos
Hernán Barcos (Bell Ville, Córdoba, 11 de abril de 1984) es un futbolista y empresario argentino nacionalizado peruano que juega como delantero centro y su equipo actual es el Alianza Lima de la Liga 1 del Perú. Fue internacional con la selección de fútbol de Argentina en cuatro ocasiones. 
Actualmente ostenta el puesto de máximo goleador extranjero en la historia del Alianza Lima. Es, además, el máximo goleador histórico de la Copa Sudamericana con 20 goles.

## Trayectoria

### Inicios
Debutó profesionalmente en la Primera División de Argentina con el Racing Club el 13 de agosto de 2004 frente a Argentinos Juniors. Jugó tres partidos y no anotó goles. Al año siguiente fichó por el Club Guaraní de Paraguay, donde en un año y medio que duró su estancia, jugó un total de 41 partidos y marcó nueve goles.

### Despegue en Ecuador
Debutó con el Olmedo el 8 de julio de 2006 ante Liga de Quito en la victoria de su equipo 2-1. El 12 de julio marca su primer gol con camiseta de Olmedo ante el Emelec. Marcó su primer doblete en la goleada 4-2 ante Macará.
El 3 de septiembre marca un gol a Deportivo Azogues en la victoria 2-0, el 9 de septiembre marca un gol a El Nacional en la victoria 1-0, el 17 de septiembre marca un gol ante el Barcelona en el empate 1-1, el 30 de septiembre marca un gol a Aucas en la victoria 1-0, el 13 de octubre marca un gol al Macará en el empate 2-2, el 18 de octubre marca un doblete ante el Emelec en la victoria 3-2, el 22 de octubre marca un gol ante Liga de Quito en la victoria 1-0, el 28 de octubre marca otro gol ante El Nacional en el empate 1-1, el 1 de noviembre marca por 5° vez consecutiva ante el Barcelona en el empate 2-2, el 12 de noviembre marca un gol ante el Emelec en la victoria 3-0, el 24 de noviembre marca otro doblete ante Deportivo Quito en la victoria 2-0, el 3 de diciembre marca un gol ante el Emelec en la derrota 3-1 y por último el 13 de diciembre marca un gol ante el Barcelona en la victoria 3-2. Jugó en la temporada 43 partidos y 22 goles.

### Europa y posterior retorno a Argentina
Su buena temporada en Ecuador le valió ficha por el Estrella Roja de Belgrado. Jugó 18 partidos y marcó 3 goles en la Liga Serbia. También jugó tres partidos de la Europa League. A finales de la temporada fichó por Huracán de Argentina.
El 8 de agosto de 2008 debutó ante San Martín de Tucumán entrando a los 56 minutos, el 28 de octubre marca su primer gol con la camiseta de Huracán ante Godoy Cruz en la victoria 2 a 1, el 9 de noviembre de 2008 marca a un grande de la Argentina, fue a River Plate en el empate 3 a 3, jugó sólo el Apertura 2008 14 partidos y marcó 3 goles. Jugó al lado de Javier Pastore.

### Primer paso por China
Llegó a China al Shanghái Shenhua donde jugó 14 partidos y marcó 3 goles en la Super Liga China, además disputó 6 partidos y anotó 3 goles en la Liga de Campeones de la AFC.
En 2009 recibió el balón de diamante como goleador histórico de la Super Liga China en el Shenzhen Football Club con 113 partidos y 87 goles, lo cual hizo que la Liga de Quito se fijara en Barcos llegando a sus filas; jugó cuatro temporadas en el conjunto ecuatoriano, ganando una Recopa Sudamericana, además siendo goleador del torneo nacional con 65 anotaciones.

### Liga de Quito
A principios de 2010, fue transferido a Liga de Quito para reemplazar a Claudio Bieler. Barcos, o el "Pirata", como fue apodado por los hinchas de Liga, el 7 de febrero marca su primer gol con la camiseta de la Liga de Quito ante el Macará por el Campeonato Ecuatoriano en el empate 2 a 2.
El 12 de febrero Barcos marca un gol ante el Independiente José Terán en la goleada de su equipo 3 a 0. El 21 de febrero marca un gol ante el Olmedo por la tercera fecha del campeonato ecuatoriano. El 28 de febrero marcaría otro gol siendo su cuarto gol consecutivo en la victoria 5 a 0 ante el Emelec.
El 2 de junio marca su primer triplete ante el Manta. El 20 de junio marca su primer doblete ante el Olmedo. El 4 de julio marca su segundo triplete ante el Macará. Anotó dos goles contra Estudiantes de La Plata en la victoria por 2 a 1 en el primer partido de la Recopa Sudamericana 2010. Ese mismo año fue campeón ecuatoriano con Liga de Quito anotando 22 goles en 32 partidos y ayudó a Liga a llegar a las semifinales de la Copa Sudamericana 2010 en la cual anotó 3 goles.
El 13 de agosto de 2011 Barcos anotó 5 goles en el partido contra el Manta. En 2011 anotó 27 goles en 32 partidos por el Campeonato Ecuatoriano y fue pieza fundamental para que Liga llegue a la final de la Copa Sudamericana 2011 anotando 12 goles en la competición, destacándose los 3 goles en los dos partidos semifinales contra Vélez Sarsfield. Después de dos años con el club, el 17 de enero de 2012 fichó por el Palmeiras que compró el 70% de sus derechos económicos en US$ 4,5 millones, quedándose Liga de Quito con el restante 30%.
En enero de 2017 regresó a Liga de Quito, gracias a los goles marcados desde 2017 se convirtió en el máximo goleador de la historia del Estadio Rodrigo Paz Delgado con 60 goles, 45 en Serie A de Ecuador, 2 en Copa Libertadores de América, 10 en Copa Sudamericana, 2 por la Recopa Sudamericana y 1 por el repechaje para clasificar a Copa Sudamericana frente a T. Universitario. Tomando en cuenta la Serie A y los torneos internacionales oficiales es el máximo goleador en la historia de LDU con 90 tantos. Abandonó el equipo en búsqueda de una mejor oferta económica

### Palmeiras
El 17 de enero de 2012, se confirmó su pase al Palmeiras. Anotó su primer gol para el club el 11 de febrero de 2012 en la victoria por 3 a 0 ante el Ituano por el Campeonato Paulista.
Barcos fue el goleador del Palmeiras en la conquista de la Copa de Brasil 2012 anotando 4 goles en 8 partidos, sin embargo no pudo jugar las finales por causa de una apendicitis, de esta forma el equipo pudo conquistar un título nacional después de 12 años y también clasificar a la Copa Libertadores 2013. En la Copa Sudamericana 2012 anotó los dos goles del partido de ida contra el Botafogo que terminó 2 a 0, logrando que el equipo clasifique a la siguiente ronda a pesar de la derrota 3 a 1 en el partido de vuelta. El 29 de septiembre Barcos anotó 2 goles en el Pacaembú de local ante el Ponte Preta.
El 20 de octubre con dos goles de Barcos le dieron al Palmeiras la victoria por 2-0 frente al Cruzeiro. Con el gol que marcó en el empate ante el Botafogo el 4 de noviembre, llegó a los 27 que había prometido desde su llegada al Palmeiras.
El 11 de diciembre Barcos marca un gol en la caída de su equipo 3 a 2 ante el Fluminense, ese mismo día Fluminense se consagró campeón del Brasileirão. En el Brasileirão Barcos terminó con 14 goles, siendo el tercer goleador del torneo tan solamente detrás de Luís Fabiano con 17 goles y el máximo goleador Fred con 20 goles conquistados.
El 28 de diciembre el delantero, estrella del Palmeiras, anunció el miércoles su permanencia en el equipo brasileño en 2013, a pesar de su descenso a la Segunda División. El 19 de enero arranca el Campeonato Paulista Barcos debuta contra el Bragantino en un empate 0 a 0. El 23 de enero convierte su primer gol en el 2013 por la segunda fecha contra el Oeste, el gol fue obra de un cabezazo adentro del área y por detrás llegó Barcos rematando al arco en la victoria 3-1. El 31 de enero de 2013 Barcos convierte un doblete al São Bernardo.

### Grêmio
El 8 de febrero de 2013 se confirma su cesión al Grêmio a cambio de $3.000.000 de dólares, más el trueque de 4 jugadores. Al día siguiente fue presentado en el club donde usaría la dorsal 28, al igual que con el Palmeiras, en el día de su presentación se puso la meta de anotar, esta vez, 28 goles en el año (esta se la había propuesto con el Palmeiras).
Su primer gol con la camiseta del Grêmio fue por Copa Libertadores de penal contra Huachipato de Chile. El 19 de febrero de 2013 marca un gol que no fue porque lo hizo en contra un jugador brasileño en contra pero se lo dieron a Barcos fue contra el Fluminense de Brasil en una victoria que lo tuvo como la figura del partido por la Copa Libertadores.
El 6 de febrero de 2013 consigue un gol ante el Caracas de Venezuela, el gol fue gracias a un centro y al arquero venezolano Alain Baroja se le escapa la pelota y Barcos la empuja al arco. El 20 de marzo de 2013 marca un gol por el Campeonato Gaúcho en la victoria 3-1 ante el Pelotas. El 27 de abril de 2013 marca su segundo gol por el Campeonato Gaúcho en la semifinal del mismo torneo, quedaría eliminado por penales ante Juventude que pasaría a la Final. El 6 de julio de 2013 Barcos vuelve al gol tras 70 días sin goles, esta vez fue por el Brasileirão, ante el Atlético Paranaense. El gol fue con una buena mediavuelta y un zurdazo bajo para poner el 11-11 final.

### Segundos pasos por China y Europa
Después de estar 2 años en Brasil, en el 2015 firma contrato con el equipo de Tianjin Teda, estuvo un año y decide dejar el club, en el que jugó 28 partidos y marcó 15 goles.
El 1 de febrero luego de quedar libre en el club chino Tianjin Teda, firmó un contrato por una temporada y media con el Sporting de Lisboa que marchaba primero en la Primeira Liga.

### Alianza Lima
A inicios del 2021, Alianza Lima se encontraba armando el equipo para disputar la Liga 2 2021. Los íntimos necesitaban nuevas caras para volver a la máxima categoría del fútbol peruano lo antes posible, por lo que el 17 de febrero de 2021 el "Pirata" fue anunciado como nuevo refuerzo del Alianza Lima con el objetivo de volver a la Liga 1. Sin embargo, tras un fallo emitido por el TAS, el club victoriano se mantenía en la Primera División del fútbol peruano. Hernán fue de los referentes y líderes del equipo durante la temporada, siendo el goleador del equipo y destacando en diversos encuentros; como su primer clásico, el 18 de agosto de 2021, derrotando a Universitario de Deportes por 2 a 1. La segunda parte del torneo nacional fue cuando el club íntimo llegó a su mejor nivel, permaneciendo en la cima de la Fase 2 por muchas fechas. Pronto, específicamente en la fecha 15 de la Fase 2, Alianza Lima derrotaría 1 a 0 a Carlos A. Mannucci con gol de Wilmer Aguirre al minuto 52 y con esto, Alianza Lima se consagraría ganador de la Fase 2 del torneo. Eso le dio derecho a disputar la final con Sporting Cristal. En la primera final del campeonato, Hernán anotó el gol que selló la victoria por 1-0. Tras el empate del partido de vuelta, el 28 de noviembre de 2021, Alianza se coronaría como campeón nacional y nuevo monarca del fútbol peruano. El gol de Barcos, que fue el único de la serie, significó a la postre el título nacional 24 en la historia del club.
Para el año siguiente, se proclamaría bicampeón siendo pieza clave y habitual titular para la obtención de dicho logro. El 23 de junio de 2023 ante Atlético Grau, anotando un gol de penal, se convirtió en el máximo goleador extranjero histórico del club, superando a Rosinaldo Lopes.Para el 26 de febrero del 2024, el atacante llegó a los 50 goles con la camiseta blanquiazul.

## Selección nacional
El 23 de agosto de 2012, por primera vez es convocado por el técnico Alejandro Sabella para conformar la selección de Argentina para las Eliminatorias Mundialistas 2014 en los enfrentamientos contra Paraguay y Perú.
Su debut con Argentina se dio el 19 de septiembre de 2012 ante Brasil en el partido amistoso por el Superclásico de las Américas. El 3 de octubre fue convocado para el partido contra Brasil por la revancha por el amistoso del Superclásico de las Américas, suspendido antes de empezar por falta de luz en el estadio de la provincia del Chaco.
El 12 de octubre fue convocado por Alejandro Sabella para jugar frente a Uruguay por las Eliminatorias Mundialistas 2014; fue suplente y reemplazó a Gonzalo Higuaín en el segundo tiempo, incluso tuvo una ocasión definiendo por arriba de Fernando Muslera cuyo tiro terminaría en gol pero el árbitro anuló la jugada por offside.
| Selección Nacional | Selección Nacional       | Selección Nacional             | Selección Nacional | Selección Nacional | Selección Nacional | Selección Nacional |
| N.º                | Fecha                    | Estadio                        | Local              | Resultado          | Visitante          | Competición        |
| ------------------ | ------------------------ | ------------------------------ | ------------------ | ------------------ | ------------------ | ------------------ |
| 1                  | 19 de septiembre de 2012 | Serra Dourada, Goiânia, Brasil | Brasil             | 2-1                | Argentina          | Amistoso           |
| 2                  | 12 de octubre de 2012    | Malvinas Argentinas, Mendoza   | Argentina          | 3-0                | Uruguay            | Elim. Brasil 2014  |
| 3                  | 16 de octubre de 2012    | Nacional, Santiago de Chile    | Chile              | 1-2                | Argentina          | Elim. Brasil 2014  |
| 4                  | 21 de noviembre de 2012  | La Bombonera, Buenos Aires     | Argentina          | 2-1                | Brasil             | Amistoso           |

## Estadísticas

### Clubes
Actualizado al último partido disputado el 23 de julio de 2025.
| Club | Div.          | Temporada     | Liga  | Liga  | Torneos regionales(1) | Torneos regionales(1) | Copas nacionales(2) | Copas nacionales(2) | Torneos internacionales(3) | Torneos internacionales(3) | Total | Total | Promedio goleador(4) |
| Club | Div.          | Temporada     | Part. | Goles | Part.                 | Goles                 | Part.               | Goles               | Part.                      | Goles                      | Part. | Goles | Promedio goleador(4) |
| --- | ------------- | ------------- | ----- | ----- | --------------------- | --------------------- | ------------------- | ------------------- | -------------------------- | -------------------------- | ----- | ----- | -------------------- |
| Racing Club Argentina | 1.ª           | 2004          | 3     | 0     | -                     | -                     | -                   | -                   | -                          | -                          | 3     | 0     | 0                    |
| Racing Club Argentina | Total club    | Total club    | 3     | 0     | -                     | -                     | -                   | -                   | -                          | -                          | 3     | 0     | 0                    |
| Guaraní Paraguay | 1.ª           | 2005          | 23    | 4     | -                     | -                     | -                   | -                   | 1                          | 0                          | 24    | 4     | 0.17                 |
| Guaraní Paraguay | 1.ª           | 2006          | 17    | 5     | -                     | -                     | -                   | -                   | -                          | -                          | 17    | 5     | 0.29                 |
| Guaraní Paraguay | Total club    | Total club    | 40    | 9     | -                     | -                     | -                   | -                   | 1                          | 0                          | 41    | 9     | 0.22                 |
| Olmedo · Ecuador | 1.ª           | 2006          | 28    | 18    | -                     | -                     | -                   | -                   | -                          | -                          | 28    | 18    | 0.64                 |
| Olmedo · Ecuador | 1.ª           | 2007          | 15    | 4     | -                     | -                     | -                   | -                   | -                          | -                          | 15    | 4     | 0.27                 |
| Olmedo · Ecuador | Total club    | Total club    | 43    | 22    | -                     | -                     | -                   | -                   | -                          | -                          | 43    | 22    | 0.51                 |
| Estrella Roja Serbia | 1.ª           | 2007-08       | 9     | 2     | -                     | -                     | -                   | -                   | 7                          | 0                          | 16    | 2     | 0.13                 |
| Estrella Roja Serbia | Total club    | Total club    | 9     | 2     | -                     | -                     | -                   | -                   | 7                          | 0                          | 16    | 2     | 0.13                 |
| Huracán Argentina | 1.ª           | 2008          | 17    | 3     | -                     | -                     | -                   | -                   | -                          | -                          | 17    | 3     | 0.18                 |
| Huracán Argentina | Total club    | Total club    | 17    | 3     | -                     | -                     | -                   | -                   | -                          | -                          | 17    | 3     | 0.18                 |
| Shanghái Shenhua China | 1.ª           | 2009          | 14    | 3     | -                     | -                     | -                   | -                   | 6                          | 3                          | 20    | 6     | 0.3                  |
| Shanghái Shenhua China | Total club    | Total club    | 14    | 3     | -                     | -                     | -                   | -                   | 6                          | 3                          | 20    | 6     | 0.3                  |
| Shenzhen Ruby F. C. China | 1.ª           | 2009          | 14    | 14    | -                     | -                     | -                   | -                   | -                          | -                          | 14    | 14    | 1                    |
| Shenzhen Ruby F. C. China | Total club    | Total club    | 14    | 14    | -                     | -                     | -                   | -                   | -                          | -                          | 14    | 14    | 1                    |
| Liga de Quito · Ecuador | 1.ª           | 2010          | 32    | 22    | -                     | -                     | -                   | -                   | 9                          | 6                          | 41    | 28    | 0.68                 |
| Liga de Quito · Ecuador | 1.ª           | 2011          | 32    | 16    | -                     | -                     | -                   | -                   | 19                         | 10                         | 51    | 26    | 0.51                 |
| Palmeiras · Brasil | 1.ª           | 2012          | 29    | 14    | 15                    | 8                     | 8                   | 4                   | 3                          | 2                          | 55    | 28    | 0.51                 |
| Palmeiras · Brasil | 1.ª           | 2013          | -     | -     | 6                     | 3                     | -                   | -                   | -                          | -                          | 6     | 3     | 0.5                  |
| Palmeiras · Brasil | Total club    | Total club    | 29    | 14    | 21                    | 11                    | 8                   | 4                   | 3                          | 2                          | 61    | 31    | 0.51                 |
| Grêmio · Brasil | 1.ª           | 2013          | 37    | 9     | 7                     | 2                     | 5                   | 0                   | 8                          | 2                          | 57    | 13    | 0.23                 |
| Grêmio · Brasil | 1.ª           | 2014          | 32    | 14    | 13                    | 13                    | 1                   | 0                   | 8                          | 2                          | 54    | 29    | 0.54                 |
| Grêmio · Brasil | 1.ª           | 2015          | 0     | 0     | 1                     | 2                     | -                   | -                   | -                          | -                          | 1     | 2     | 2                    |
| Grêmio · Brasil | Total club    | Total club    | 69    | 23    | 21                    | 17                    | 6                   | 0                   | 16                         | 4                          | 112   | 44    | 0.39                 |
| Sporting de Lisboa Portugal | 1.ª           | 2015-16       | 8     | 0     | -                     | -                     | -                   | -                   | -                          | -                          | 8     | 0     | 0                    |
| Sporting de Lisboa Portugal | Total club    | Total club    | 8     | 0     | -                     | -                     | -                   | -                   | -                          | -                          | 8     | 0     | 0                    |
| Vélez Sarsfield Argentina | 1.ª           | 2016-17       | 11    | 2     | -                     | -                     | -                   | -                   | -                          | -                          | 11    | 2     | 0.18                 |
| Vélez Sarsfield Argentina | Total club    | Total club    | 11    | 2     | -                     | -                     | -                   | -                   | -                          | -                          | 11    | 2     | 0.18                 |
| Liga de Quito · Ecuador | 1.ª           | 2017          | 38    | 23    | -                     | -                     | -                   | -                   | 6                          | 3                          | 44    | 26    | 0.59                 |
| Liga de Quito · Ecuador | 1.ª           | 2018          | 20    | 9     | -                     | -                     | -                   | -                   | 2                          | 2                          | 22    | 11    | 0.5                  |
| Liga de Quito · Ecuador | Total club    | Total club    | 122   | 70    | -                     | -                     | -                   | -                   | 36                         | 21                         | 158   | 91    | 0.58                 |
| Cruzeiro · Brasil | 1.ª           | 2018          | 14    | 1     | -                     | -                     | 6                   | 2                   | 4                          | 0                          | 24    | 3     | 0.13                 |
| Cruzeiro · Brasil | Total club    | Total club    | 14    | 1     | -                     | -                     | 6                   | 2                   | 4                          | 0                          | 24    | 3     | 0.13                 |
| Atlético Nacional · Colombia | 1.ª           | 2019          | 42    | 11    | -                     | -                     | 4                   | 2                   | 5                          | 2                          | 51    | 15    | 0.29                 |
| Atlético Nacional · Colombia | Total club    | Total club    | 42    | 11    | -                     | -                     | 4                   | 2                   | 5                          | 2                          | 51    | 15    | 0.29                 |
| Bashundhara Kings Bangladés | 1.ª           | 2020          | -     | -     | -                     | -                     | -                   | -                   | 1                          | 4                          | 1     | 4     | 4.00                 |
| Bashundhara Kings Bangladés | Total club    | Total club    | -     | -     | -                     | -                     | -                   | -                   | 1                          | 4                          | 1     | 4     | 4.00                 |
| Alianza Lima · Perú | 1.ª           | 2021          | 28    | 10    | -                     | -                     | 1                   | 1                   | -                          | -                          | 29    | 11    | 0.38                 |
| Alianza Lima · Perú | 1.ª           | 2022          | 35    | 18    | -                     | -                     | -                   | -                   | 6                          | 0                          | 41    | 18    | 0.44                 |
| Alianza Lima · Perú | 1.ª           | 2023          | 34    | 17    | -                     | -                     | -                   | -                   | 5                          | 0                          | 39    | 17    | 0.44                 |
| Alianza Lima · Perú | 1.ª           | 2024          | 28    | 14    | -                     | -                     | -                   | -                   | 5                          | 2                          | 33    | 16    | 0.48                 |
| Alianza Lima · Perú | 1.ª           | 2025          | 18    | 6     | -                     | -                     | -                   | -                   | 15                         | 6                          | 33    | 12    | 0.36                 |
| Alianza Lima · Perú | Total club    | Total club    | 143   | 65    | -                     | -                     | 1                   | 1                   | 31                         | 8                          | 175   | 74    | 0.42                 |
| Total carrera | Total carrera | Total carrera | 578   | 239   | 42                    | 28                    | 25                  | 9                   | 110                        | 44                         | 755   | 320   | 0.42                 |
| (1) Incluye datos del Campeonato Paulista (2012, 2013) y del Campeonato Gaúcho (2013, 2014, 2015). (2) Incluye datos de la Copa de Brasil (2012, 2013, 2014, 2018), Play-off Copa Sudamericana (2017), Copa Colombia (2019) y Copa Bicentenario (2021). (3) Incluye datos de la Copa Sudamericana (2005, 2010, 2011, 2012, 2017, 2018, 2019), UEFA Champions League (2007/08), Europa League (2007/08), Liga de Campeones de la AFC (2009), Copa Suruga Bank (2010), Recopa Sudamericana (2010), Copa Libertadores (2011, 2013, 2014, 2018, 2019, 2022, 2023, 2025) y Copa AFC (2020). (4) Media de goles por encuentro. No incluye goles en partidos amistosos. |               |               |       |       |                       |                       |                     |                     |                            |                            |       |       |                      |

## Palmarés

### Títulos nacionales
| Título         | Equipo        | País    | Año  |
| -------------- | ------------- | ------- | ---- |
| Serie A        | Liga de Quito | Ecuador | 2010 |
| Copa de Brasil | Palmeiras     | Brasil  | 2012 |
| Copa de Brasil | Cruzeiro      | Brasil  | 2018 |
| Liga 1         | Alianza Lima  | Perú    | 2021 |
| Liga 1         | Alianza Lima  | Perú    | 2022 |

### Torneos internacionales
| Título              | Equipo        | Sede    | Año  |
| ------------------- | ------------- | ------- | ---- |
| Recopa Sudamericana | Liga de Quito | Quilmes | 2010 |

### Distinciones individuales
| Distinción                                                         | Año  | Ref.   |
| ------------------------------------------------------------------ | ---- | ------ |
| Máximo goleador de la Superliga de China (17 goles)                | 2009 |        |
| Máximo goleador de la Recopa Sudamericana (2 goles)                | 2010 |        |
| Mejor Delantero del Campeonato Ecuatoriano                         | 2010 |        |
| Parte del Equipo Ideal de América                                  | 2011 |        |
| Máximo goleador del Campeonato Gaúcho (13 goles)                   | 2014 |        |
| La Bota de Oro Score Magazine                                      | 2014 |        |
| Máximo goleador de la Serie A de Ecuador (21 goles)                | 2017 |        |
| Equipo ideal Campeonato Ecuatoriano 2017                           | 2017 |        |
| Equipo ideal de la primera etapa de la Serie A Ecuador por Ecuagol | 2018 |        |
| Mejor once de la Liga 1 según la SAFAP                             | 2021 | [ 8 ]  |
| Once ideal de la Liga 1                                            | 2021 | [ 9 ]  |
| Mejor jugador extranjero del año en Perú según la ADFP             | 2021 |        |
| Mejor Jugador del año en Perú según la ADFP                        | 2021 | [ 10 ] |
| Mejor jugador del año de la Liga 1                                 | 2021 | [ 11 ] |
| Máximo goleador del Torneo Clausura (10 goles)                     | 2022 |        |
| Mejor jugador del año de la Liga 1                                 | 2022 |        |
| Jugador del mes de abril de la Liga 1                              | 2023 |        |